# Гарвуд, Джули
Джули (Джулия) Гарвуд  (англ. Julie Garwood; 26 декабря 1944, Канзас-Сити, Миссури — 8 июня 2023, Ливуд, Канзас) — американская писательница любовного романа.

## Биография
Джули Гарвуд родилась в 1946 году. Была шестой из семи детей в ирландской католической семье.
Начала писать, когда младший из трёх её детей пошёл в школу. Её первый роман «Нежный воин» был опубликован в 1985 году. С этого момента Гарвуд начала выпускать бестселлер за бестселлером: её книги расходятся тиражом более 35 миллионов и переведены более чем на 10 языков мира.
Герои её книг — средневековые рыцари, герои эпохи Регентства, техасские ковбои и современные молодые люди.

## Романы под именем Эмили Чейз

### Серия«Девушки из Канби Холла»[англ.]
Серия школьных историй, опубликованных с 1984 по 1989. Рассказывает истории о подростках из английской школы. В написании серии помимо Джули Гарвуд участвовали и другие авторы. Перу Джули Гарвуд принадлежит рассказ «Что же делать девушке» (What’s a Girl To Do?, 1985).

## Романы под именем Джули Гарвуд

### Романы вне серий
- Благородный воин (Gentle Warrior)
- Девушка Весна/Девушка по имени Саммер (A Girl Named Summer)
- Мятежная страсть (Rebellious Desire)
- Великолепие чести (Honor’s Splendour)
- Королевский подарок (The Prize)
- Добрый ангел (Saving Grace)
- Прекрасный принц (Prince Charming)
- Идеальный мужчина (The Ideal Man)

### Серия «Шпионы Короны»
1. Львица (The Lion’s Lady)
2. Ангел-хранитель (Guardian Angel)
3. Дар (The Gift)
4. Замки (Castles)

### Серия «Невестылэрдов»
1. Новобрачная (The Bride)
2. Свадьба (The Wedding)

### Серия «ЛэрдыВысокогорья»
1. Секрет/Тайна (The Secret)
2. Роковое сокровище (Ransom)
3. Музыка теней (The Shadow Music)

### Серия «Клэйборны из Роузхилла»
1. Две Розы (For The Roses)
2. Три Розы (3 повести в одной книге)

Розовая роза (One Pink Rose)
Белая роза (One White Rose)
Красная роза (One Red Rose)
1. Когда придет весна (Come The Spring)

### Бьюкенен — Ренар — Маккенна
1. Рискованная игра (Heartbreaker)
2. Провинциальная девчонка (Mercy)
3. Опасные забавы (Killjoy)
4. Список жертв (Murder List)
5. Скрытая ярость (Slow Burn)
6. Танец теней (Shadow Dance)
7. Огонь и лед (Fire and Ice)
8. Жар желания (Sizzle)[3]
9. Идеальный мужчина (The Ideal Man)
10. Лесть (Sweet Talk) (неофициальный перевод)
11. Талантливый мужчина (Hotshot) (неофициальный перевод)